# Yili (cheval)
Pour les articles homonymes, voir Yili.
Le Yili (chinois simplifié : 伊犁马 ; chinois traditionnel : 伊犁馬 ; pinyin : Yīlí mǎ) est une race chevaline de selle et de trait léger originaire de la préfecture autonome kazakhe d'Ili, dans le Xinjiang en Chine. Elle est développée au XXe siècle à partir du cheval kazakh et de chevaux du Don, de trotteurs Orlov et d'Anglo-Don. Compact et harmonieux, souvent de robe baie, le Yili est apte à la selle et au trait léger.

## Dénomination
Différents noms sont utilisés dans les sources. L'ouvrage de l'université d'Oklahoma et le dictionnaire de CAB International emploient le nom « Yili », tandis que Caroline Puel nomme la race « Ili ». Parmi les 51 races de chevaux chinoises présente dans la base de données DAD-IS de la FAO ne se trouvent ni « Yili » ni « Ili », mais une race développée du nom de « Iyi », sans autre information.

## Histoire

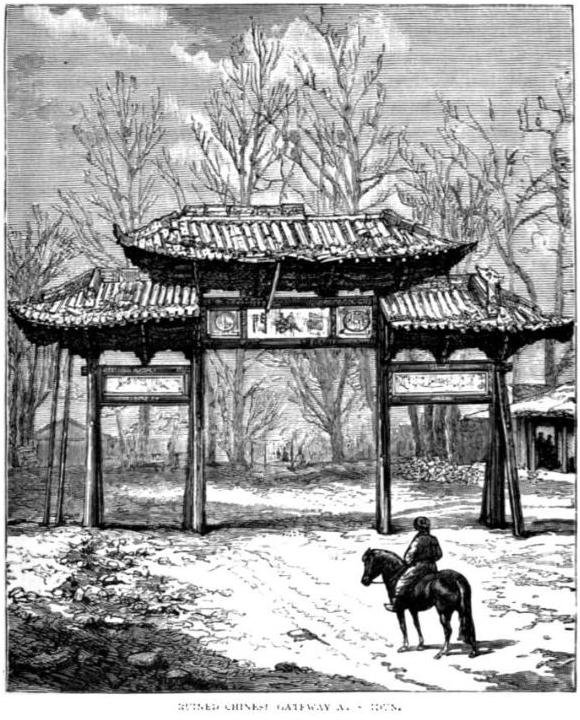
Cavalier devant une porte chinoise à Shuiding.

La race Yili a été développée dans la Préfecture autonome kazakhe d'Ili, située dans le Nord du Xinjiang, en Chine. Cette région est de culture ouïghoure. Les vallées qui s'étendent entre les montagnes offrent un bon terrain herbeux pour y pratiquer l'élevage. Dans les années 1900, les immigrés russes amènent avec eux leurs propres étalons pour pratiquer des croisements améliorateurs sur le cheval kazakh. Ces croisements sont systématisés les années suivantes. En 1936, le bureau local de la construction décide l'import de chevaux du Don, de trotteurs Orlov, et d'Anglo-Don, pour les croiser avec les chevaux Kazakh locaux. Les premiers bons résultats arrivent avec la seconde génération de croisements. En 1963, l'objectif d'élevage est fixé sur un animal apte à la selle et au trait léger. Les Chinois pratiquent donc des croisements consanguins pour fixer la race et en augmenter la population. 
En septembre 1981, 30 chevaux Yili sont exportés à Macao pour participer aux courses hippiques.

## Description
La taille moyenne est de 1,42 m selon Bonnie Lou Hendricks (université de l'Oklahoma), de 1,44 m à 1,54 m selon Caroline Puel, de 1,42 m à 1,50 m selon Caroline Silver. Le poids va de 350 à 400 kg. Le Yili se présente comme un animal compact et harmonieux dans sa conformation. La tête est légère, dotée d'un profil rectiligne ou légèrement convexe, d'un front large et de grands yeux. L'encolure, de longueur moyenne, est légèrement arquée chez les mâles. Le garrot est bien prononcé et se fond en douceur vers le dos, lui-même droit, court et fort,. Le rein est plutôt long, les côtes sont bien formées en offrant un bon développement thoracique, la poitrine est profonde, et l'épaule dotée d'une inclinaison correcte. Les jambes sont propres, dotées de tendons bien définis. Les membres antérieurs, dotés de bons aplombs, sont bien musclés. Les postérieurs sont souvent clos.  
La robe est le plus souvent baie, et peut arborer un reflet métallique. Le noir, l'alezan et le gris existent aussi chez la race. Le pelage est fin et léger. 
Le Yili est doué d'une bonne endurance sur la durée, et présente une résistance certaine à l'effort. Il est réputé capable de tracter une centaine de kilos sur 60 km quotidiennement.

## Utilisations
La race est destinée à la selle et au trait léger. Elle est aussi employée en croisement avec le cheval mongol, donnant une progéniture dont la taille moyenne avoisine 1,33 m. Elle a fait elle-même l'objet de croisements d'hybridation avec l'Ardennais. Il a été suggéré d'orienter la race vers la production de viande et de lait, pour assurer son avenir.

## Diffusion de l'élevage
C'est une race considérée comme commune et comme développée, c'est-à-dire créée en Chine à partir de différents croisements avec des chevaux de races d'origine étrangère. D'après l'évaluation de la FAO réalisée en 2007, ce cheval n'est pas menacé d'extinction.

## Impact culturel
Cette race de chevaux est citée dans le roman Jasmine, de Noboru Tsujihara.